# مجموعة الخرافي
شركة محمد عبد المحسن الخرافي وأولاده وتعرف أكثر باسم مجموعة الخرافي، مجموعة كويتية متعددة النشاطات تعتبر أكبر شركة كويتية خاصة ومن أضخم الشركات في العالم العربي بإيرادات بلغت 4.3 مليار دولار سنة 2004 بالإضافة لكونها من أبرز المساهمين في عدة شركات في سوق الكويت للأوراق المالية.

## تاريخ التأسيس
يرجع تأسيس الشركة إلى سنة 1956 على يد الراحل محمد عبد المحسن الخرافي وقد بدأت كشركة مقاولات، لكنها سرعان ما نوّعت نشاطاتها مع الطفرة النفطية لتشمل التجارة العامة، الزراعة، الصناعات الغذائية، المطاعم، صناعة الصلب، العقار، الترفيه، النزل، السياحة...
توسع نشاط المجموعة ليشمل عدة دول كمصر ولبنان وسوريا وألبانيا وأثيوبيا...
تناوب على رئاستها أبناء محمد عبد المحسن الخرافي. حيث كان يرأسها لعدة سنوات ناصر الخرافي حتى وفاته في 2011 وبعدها ترأسها جاسم الخرافي حتى وفاته في 2015. وكان يرأسها فوزي الخرافي ونائبه مهند محمد الخرافي، قبل أن يتوفى فوزي في 13 ديسمبر 2021، وأصبح المنصب شاغرًا حتى الآن.

## أهم مشاريع المجموعة
- بورت غالب التي اكتمل سنة 2001 ويضم مارينا بسعة 1050 يختا وتعد أكبر مارينا لليخوت بالشرق الأوسط إلى جانب مجمع عقاري ونزل ومطار مرسى علم، بكلفة جملية بلغت حوالي 1.2 مليار دولار.
- في أكتوبر 2006 أعلنت نيتها بناء مصفاة للنفط شرق القاهرة طاقتها 150,000 برميل بكلفة مليار دولار.
- مشروع بناء نزل في سوريا بطاقة استيعاب 500 غرفة بكلفة 217 مليون دولار.
- استثمار أكثر من 180 مليون دينار أردني في بناء مصنع للإسمنت ومسلخ في الأردن.
- إنشاء وكالة الأخبار العربية ANA كأول وكالة أخبار تلفزيونية مصورة ذات ملكية خاصة تستهدف تغطية الأحداث الخاصة بالشرق الأوسط والعالم بأعين عربية وبقيم تحريرية إخبارية احترافية منزهة عن الأهداف الترويجية أو السياسية أو الدعائية، ومستقلة عن أي نوع من أنواع التوجيه الرسمي أو الخاص.

2005 الجامعة الأمريكية بالقاهرة الجديدة وكان مشروع ضخم جدًا ومن أهم أعمال شركة الخرافي.

## مساهمات المجموعة
مباشرة أو عبر شركة عبد المحسن الخرافي وأولاده للتجارة العامة وشركة عبد المحسن الخرافي القابضة.
- %16 بطريقة غير مباشرة في البنك الوطني الكويتي.
- 6.99 % بطريقة غير مباشرة في شركة الخليج للكابلات والصناعات الكهربائية.
- 16.76 % بطريقة غير مباشرة في شركة أسمنت بورتلاند كويت.
- 28.29 % بطريقة غير مباشرة في شركة السكب الكويتية.
- 10.67 % بطريقة غير مباشرة في الشركة الكويتية لصناعات الأنابيب والخدمات النفطية.
- 26.14 % بطريقة غير مباشرة في شركة الاستثمارات الوطنية.
- 14.02 % بطريقة مباشــرة وغير مباشرة في الشركة الوطنية للمسالخ.
- 28.79 % بطريقة غير مباشرة في الشركة الكويتية للأغذية (الأمريكانا.)
- 20.62 % بطريقة غير مباشرة في شركة الساحل للتنمية والاستثمار.
- %42.62 بطريقة غير مباشرة في شركة الصناعات الهندسية الثقيلة وبناء السفن.
- 7.5 % بطريقة غير مباشرة في بنك فلسطين المحدود.

## قضية تحييد الأسهم
في نوفمبر 2006 قررت لجنة السوق في بورصة الكويت تحييد حصص مجموعة الخرافي في عشر شركات وحظر على المجموعة والشركات التابعة لها استخدام سوق الأسهم لبيع أسهمها فيها لمدة ست سنوات لانتهاكها قواعد الإفصاح. رفض رئيس المجموعة ناصر الخرافي القرار قائلاً أنه «مدفوع بغرائز سياسية» وأن «وزير التجارة لم يراع أبسط المبادئ القانونية بالاستماع لوجهة نظر المجموعة ودفاعها القانوني والموضوعي». وفي النهاية إلغاء التحييد في أبريل 2007 من طرف الدائرة الإدارية الأولى.

## وصلات خارجية
فرع المجموعة المتخصص في المقاولات، الخرافي الوطنية